# Štukelj
Štukelj je priimek več znanih Slovencev:
- Ciril Štukelj (1903—1950), časnikar, politik in prevajalec
- Jernej Štukelj, farmacevt (na Finskem)
- Leon Štukelj (1898—1999), pravnik, telovadec in olimpionik
- Marina Štukelj, veterinarka, prof. VF
- Miha Štukelj (1935—2023), vrhovni sodnik, jadralec
- Polde Štukelj (1922—2010), civilna zaščita (avtor priročnikov)
- Vasilij Štukelj Knežević (*1975), filozof, tablist in tolkalist